# AIA 센트럴
AIA 센트럴(중국어: 友邦金融中心, AIA Central)은 홍콩에 있는 높이 185 미터짜리 건물이다. 이전 이름은 AIG 타워(AIG Tower)이다. 40층 건물이며, 2005년 완공되었다. 홍콩 센트럴 중심가에 위치한다. 유명한 중국은행 타워와 가까운 거리에 있다. 2001년 12월까지는 같은 위치에 33층짜리 푸라마 켐핀스키 호텔이 있었지만, 2002년에 허물리고 AIG 타워가 들어섰다.
이 건물은 라이 선 개발(Lai Sun Development), 캐피타랜드(CapitaLand), AIG 등이 공동 개발하였는데, 이름에서 알 수 있듯이, 건물의 대부분을 AIG가 쓰고 있다. 건축회사인 스키드모어, 오윙스, 메릴이 디자인하였다. 중국범선(Chinese junk)의 모양을 본 따 디자인하였다.
41,777제곱미터에 달하는 내부 면적이 사무실로 사용되며, 2005년 건물 환경 평가 법(신식 건물 디자인)에 의거, 평가 결과 '우수' 등급을 받았다.

## 역사
건물이 지어진 대지는 999년간 임차중이며, 면적은 약 2269 제곱미터 (24427 제곱피트)이다.
섬유 업계의 거물 림 포-옌의 회사인 라이 선 개발 ("LSD")은 1997년 6월 푸라마 호텔 엔터프라이즈를 70억 홍콩달러에 매입하였다. 라이 선 개발은 바로 옆의 리츠-칼튼 호텔도 소유하고 있었는데, 푸라마 호텔 엔터프라이즈에 대해서도 푸라마 호텔 엔터프라이즈의 주식 45.42퍼센트를 31억 3천만 달러에 사들였던 것이며, 나머지 지분에 대해서는 주당 33.50 달러에 공개 매입하여, 총 소요 비용은 68억 9300만 달러에 달했다.
LSD는 두 개의 대지를 합하여 주요 사무용 블록으로 만들려고 하였었다. 하지만 당시 아시아 금융 위기가 닥쳐와, 전체 그룹을 어렵게 하였고, 자산을 싼 값에 처분할 수밖에 없었다. 2000년 3월 푸라마 호텔의 지분 중 65%를 피뎀코(Pidemco)와 AIG의 50:50 합작 법인에 18억 8천 홍콩달러에 매각한다고 LSD는 발표하였다.. 피뎀코(Pidemco)는 싱가포르 제일의 부동산 소유 회사였는데, 테마섹 홀딩스의 지배를 받는 싱가포르 테크놀로지(Singapore Technologies)의 일부였다. 계약의 일부로서, 라이 선은 재개발이 이루어질 때까지 호텔 운영을 계속하기로 되었으며, 년간 임대료는 1억 4500 홍콩달러였다. 푸라마 호텔은 11월에 문을 닫았으며, 건물은 2001년 12월에 철거되었다.
건축 연면적으로서 약 34000 제곱미터 (366405 스퀘어 피트)를 승인받았다. LSD와 캐피타랜드, AIG의 합작 법인인 베이쇼어 디벨롭먼트 그룹(Bayshore Development Group)이 개발 주체가 되었다. AIG와 캐피타랜드는 각각 지분을 35%씩 소유하였으며, 라이 선이 30%의 지분을 소유하였다.
지가 프리미엄, 건설 비용, 이자 비용 등을 합해 약 40억 홍콩달러의 자금이 필요했다. 중국 은행을 통해 약 14억 홍콩달러의 융자가 마련되었다.
2009년 7월 9일 건물의 명칭이 AIG 타워에서 AIA 센트럴로 변경되었다.

## 같이 보기
- AIG
- 홍콩의 고층 건물 목록
- 심포니 오브 라이트

## 사진

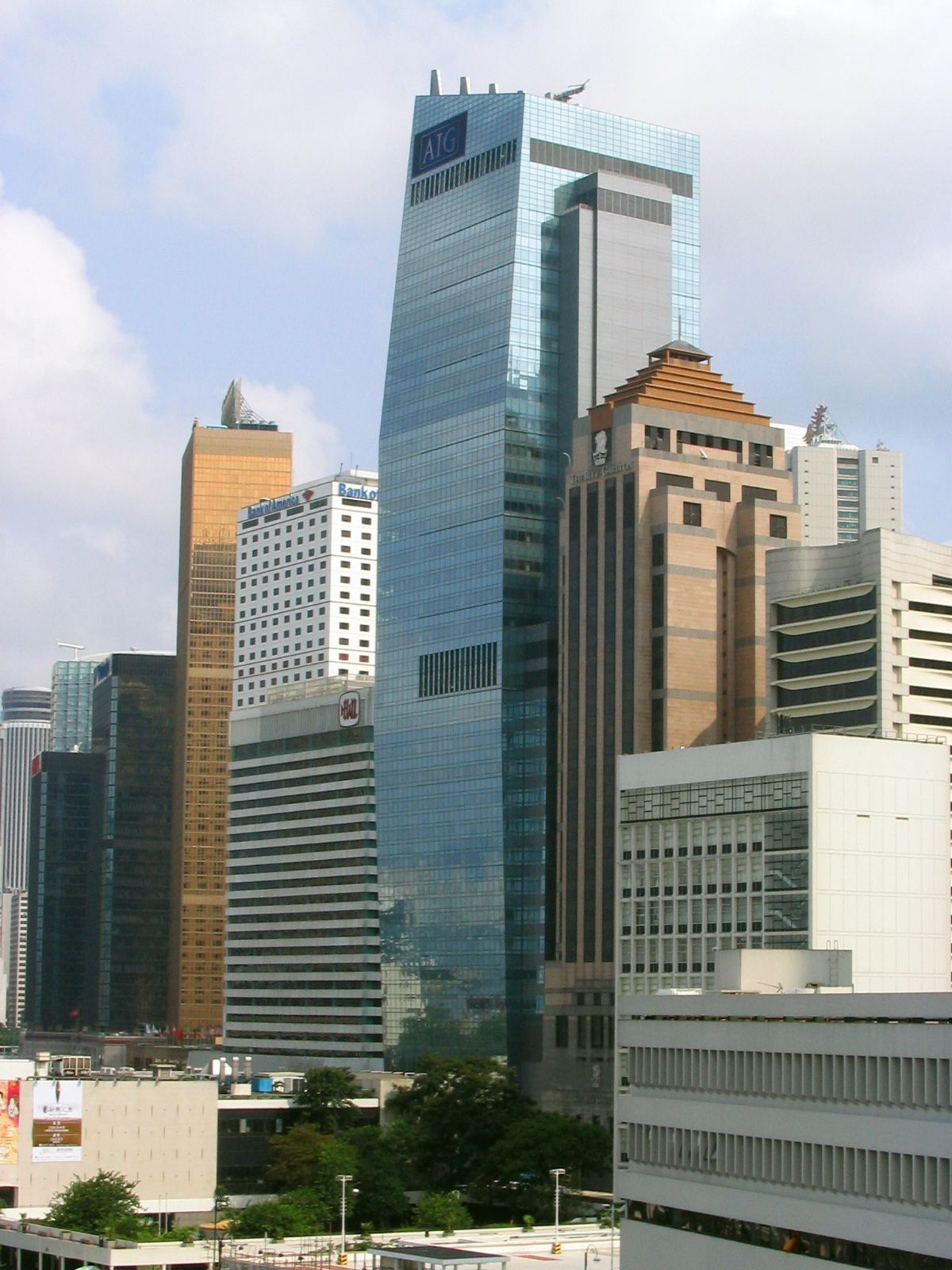
2006년 8월의 AIG 타워.
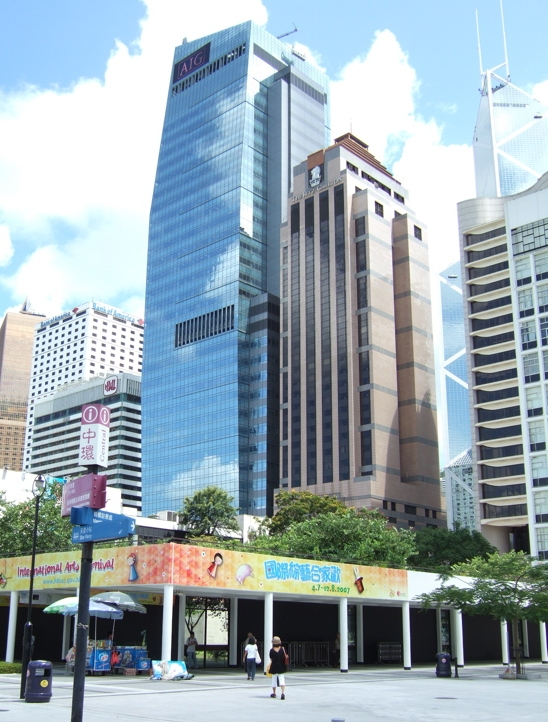
2007년 7월의 AIG 타워.
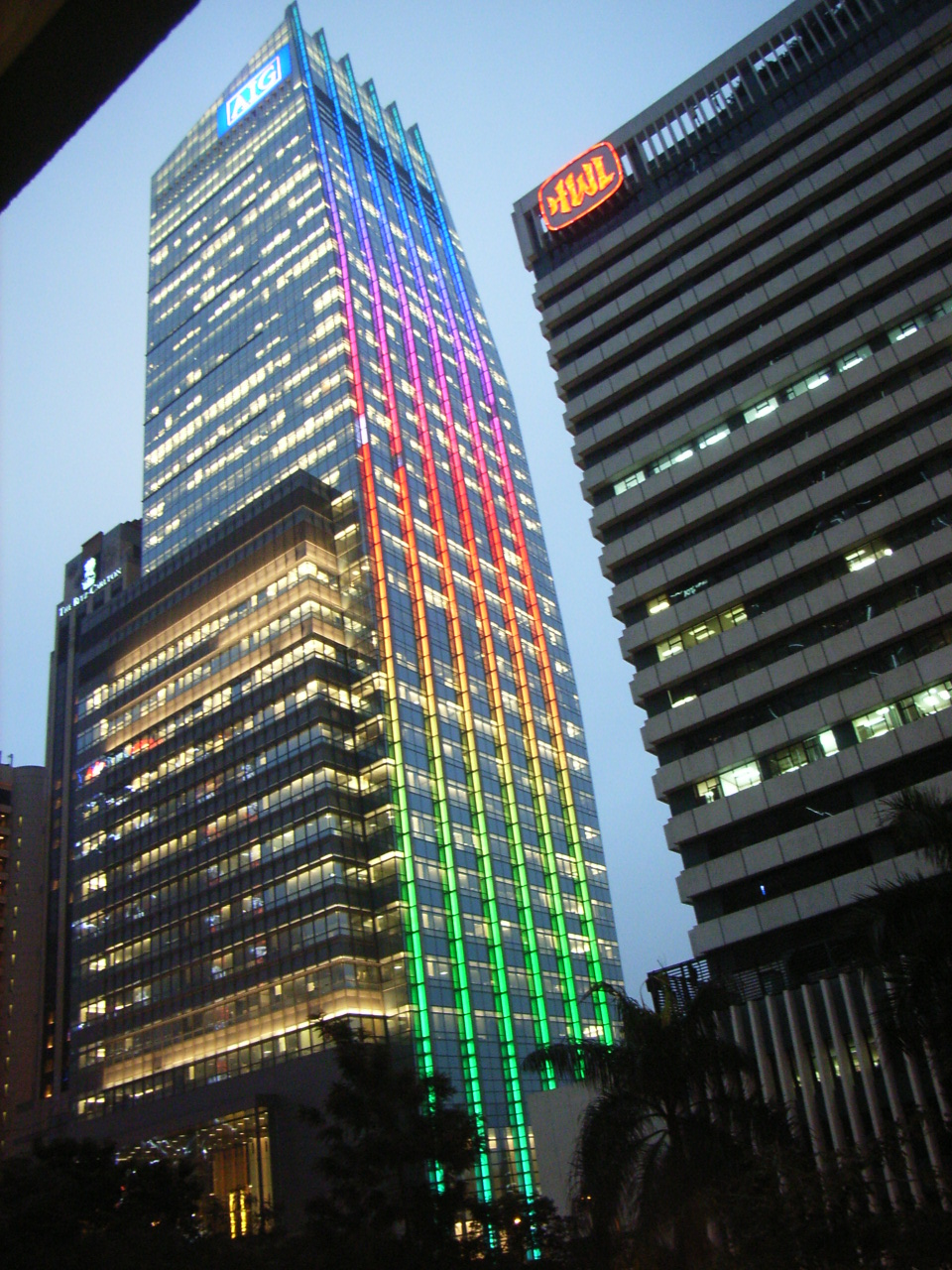
조명등을 켠 AIG 타워.
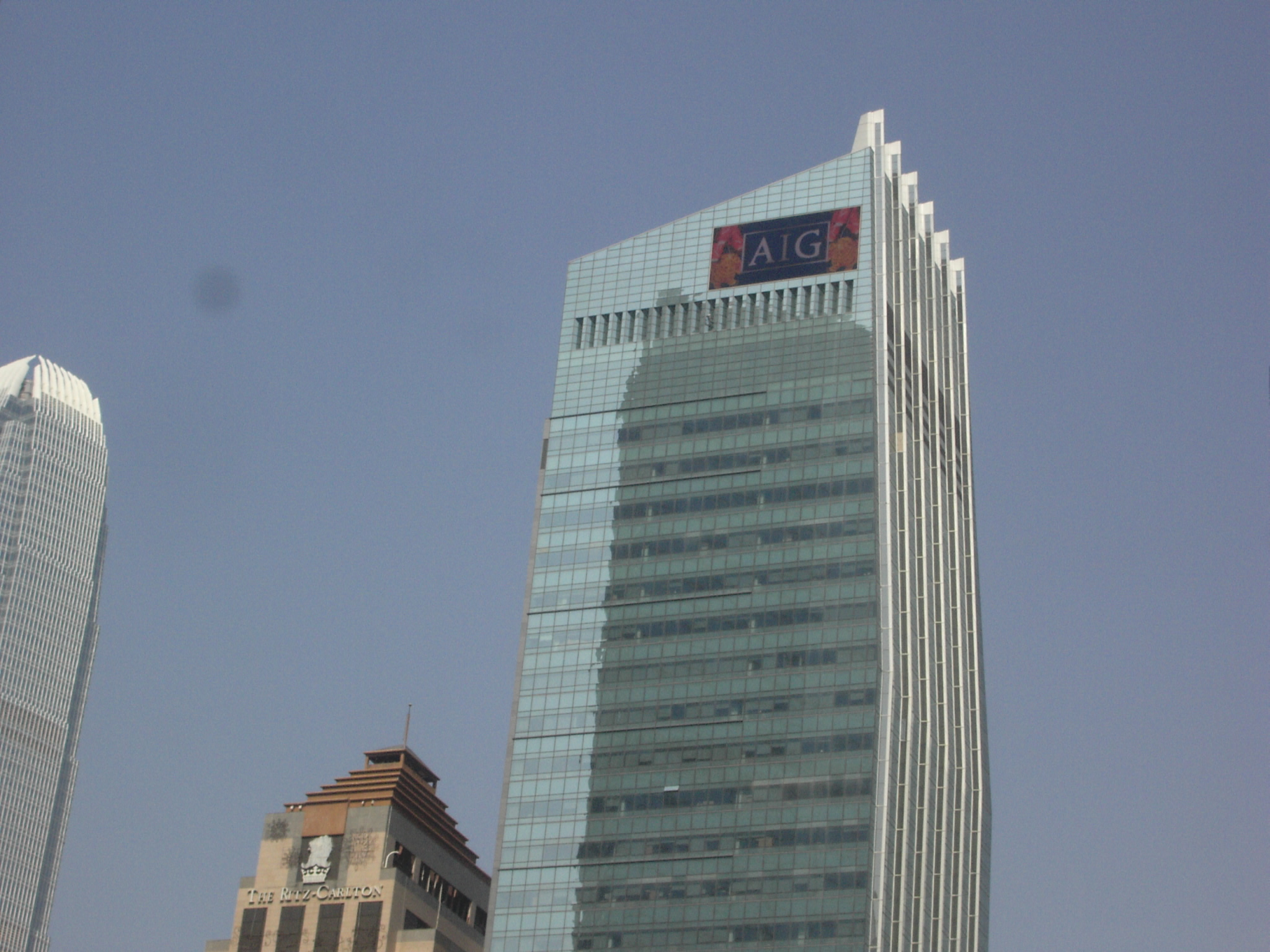
AIG 타워.
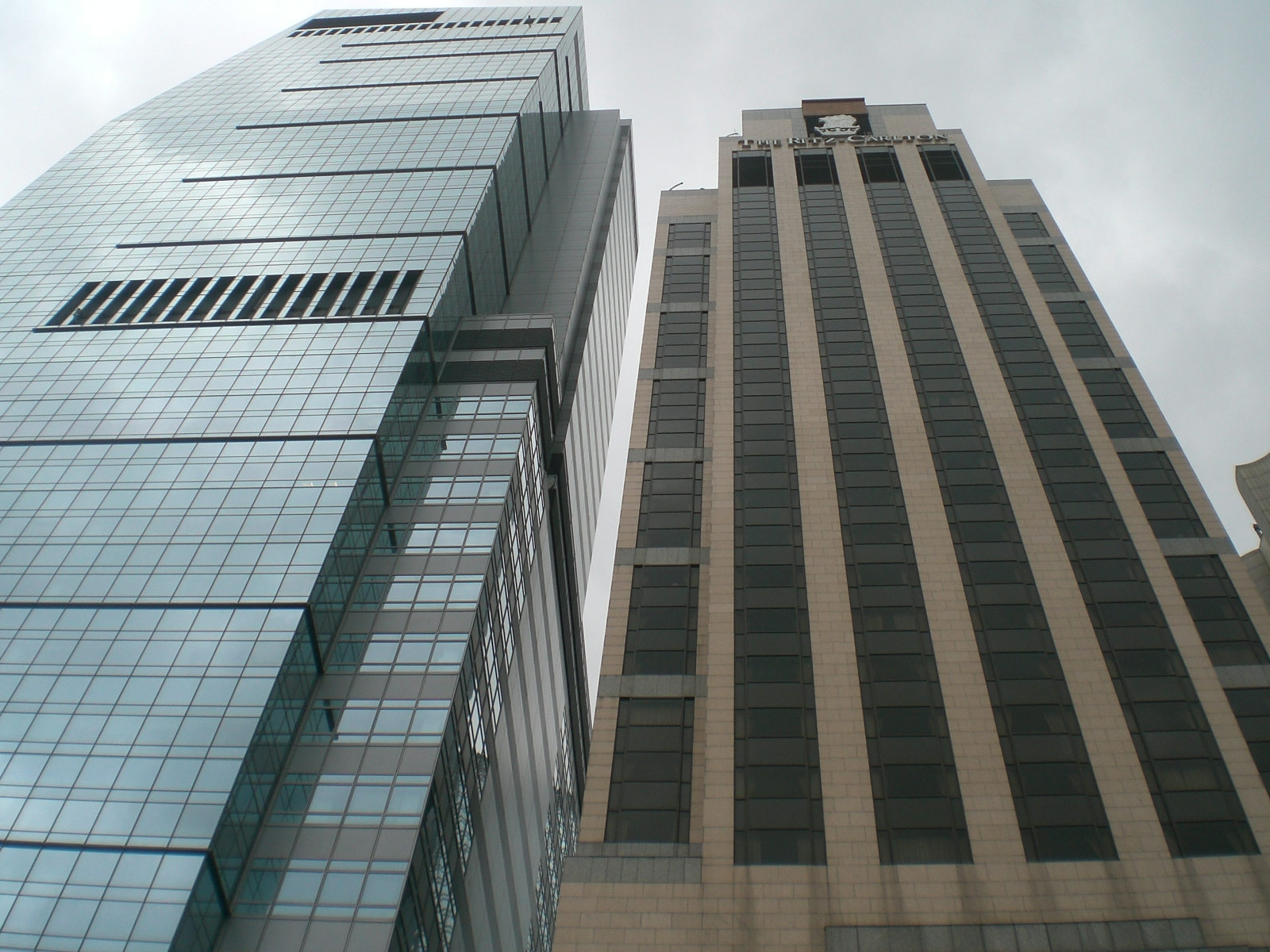
AIG 타워(왼쪽)과 리츠칼튼 호텔.
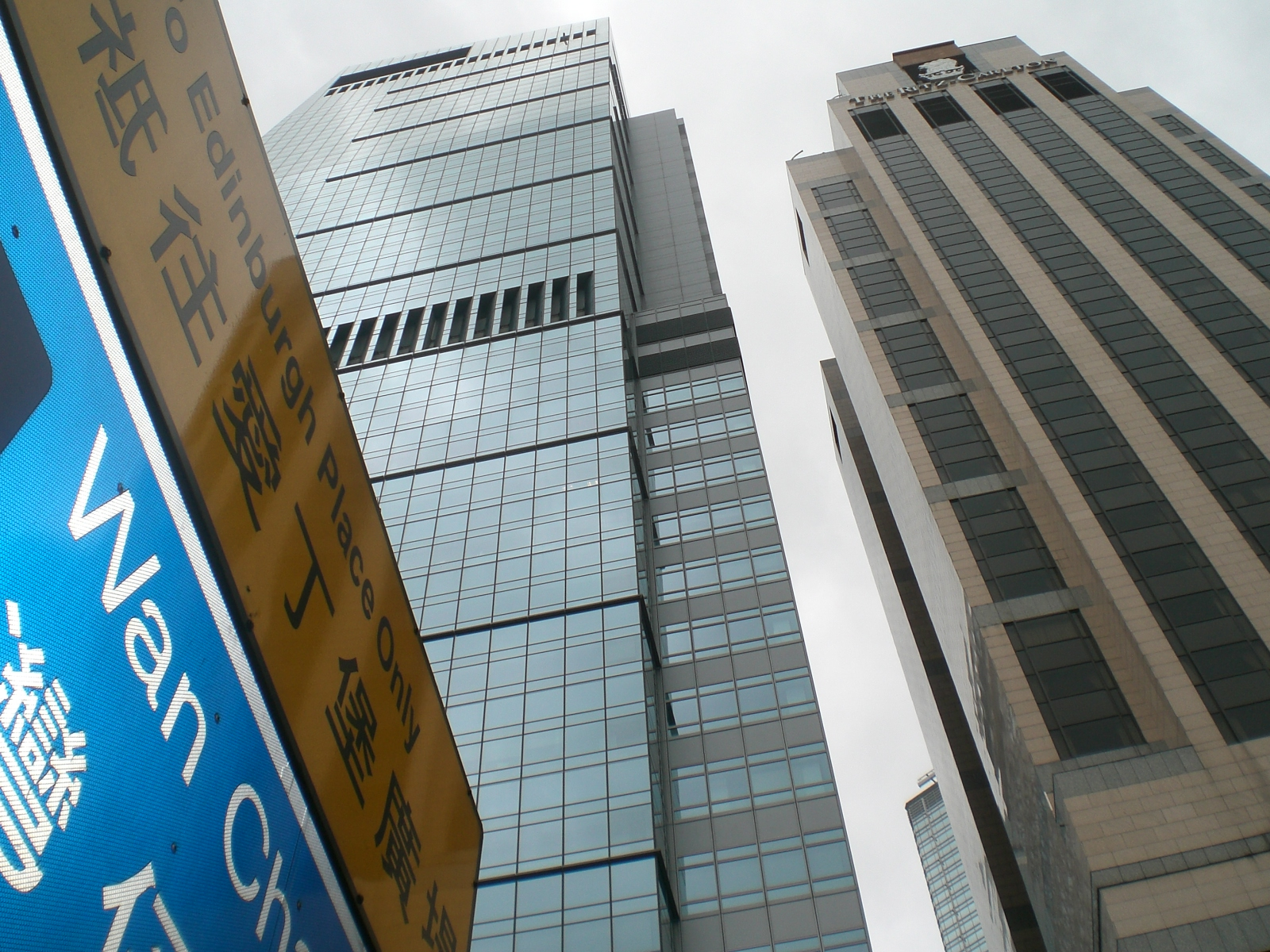
아래에서 본 AIG 타워와 리츠칼튼 호텔.
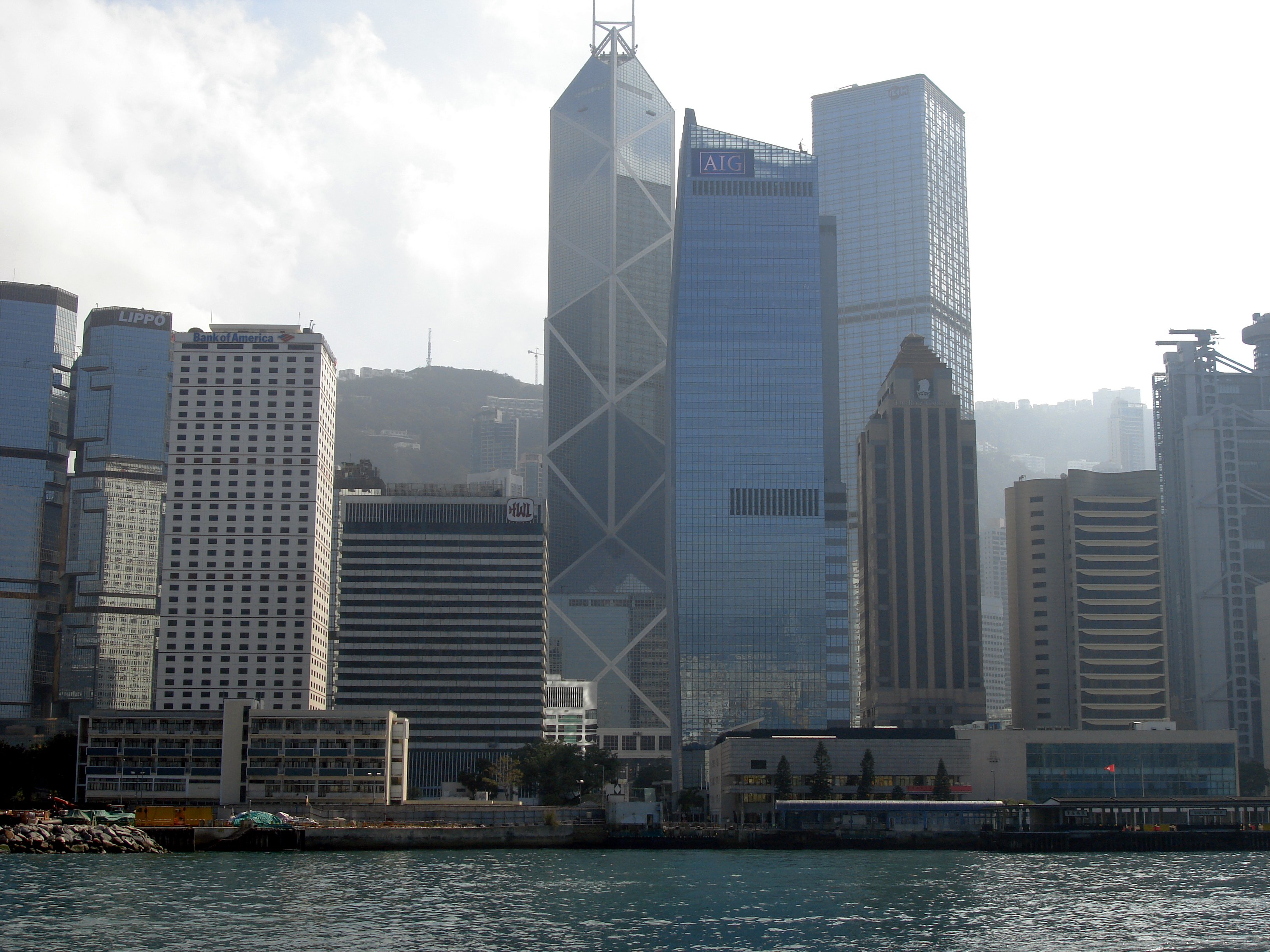
홍콩 스카이 라인 내의 AIG 타워.
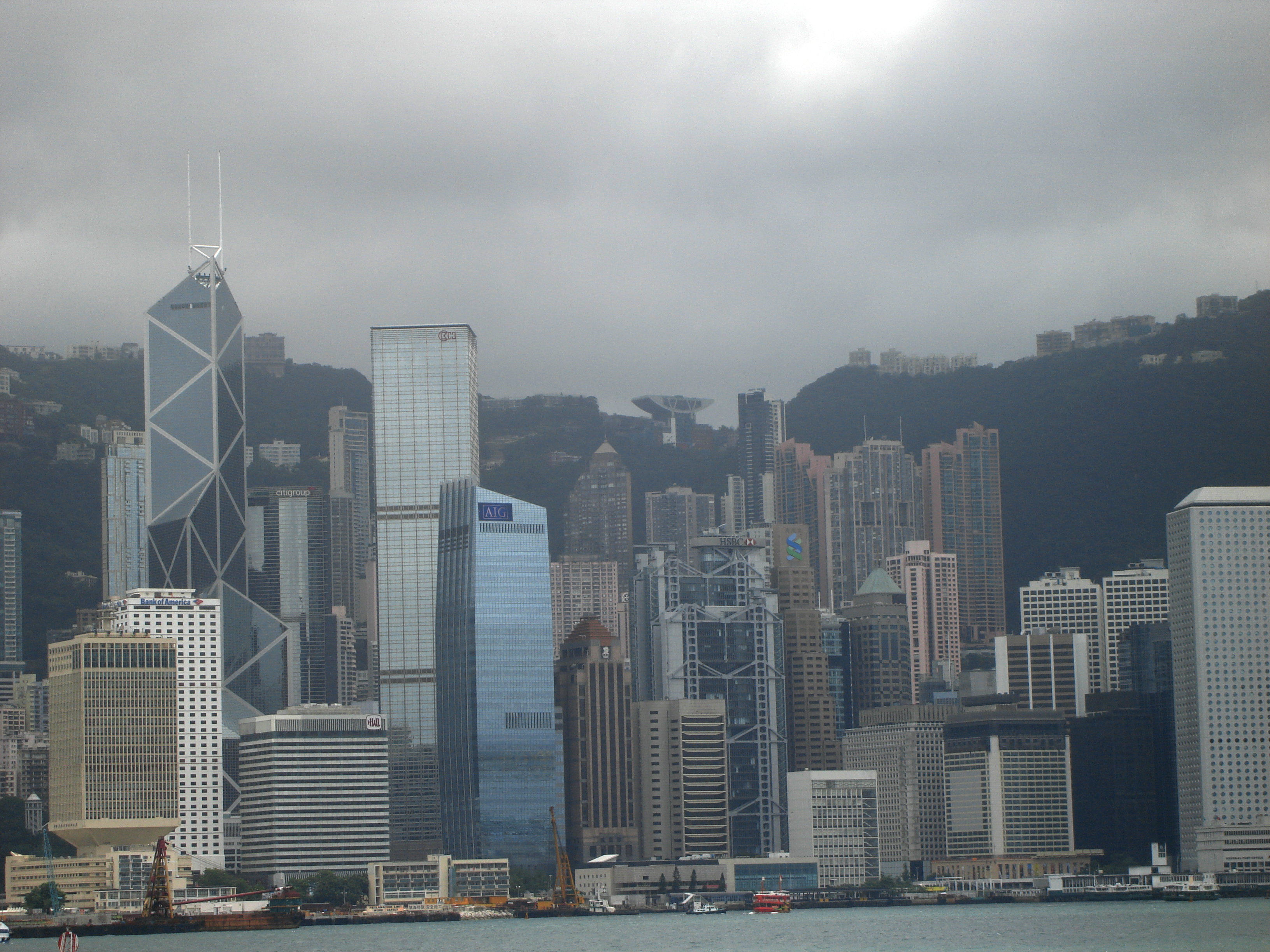
침사추이에서 빅토리아 항 너머 바라본 AIG 타워.